# Notoscopelus elongatus
Notoscopelus elongatus es una especie de pez del género Notoscopelus.

## Descripción
Se trata de una especie pequeña de pez linterna, crece a una longitud máxima de unos 106 mm (4,2 pulgadas). Cuenta con diversidad de fotóforos (órganos emisores de luz) en la cabeza y el cuerpo. Los ejemplares machos desarrollan manchas luminosas. Es muy similar morfológicamente a la especie Notoscopelus kroyeri, pero se diferencian en que N. elongatus cuenta con 23-25 branquiespinas mientras que N. kroyeri presenta 26-29.

## Distribución
Se distribuye por el mar Mediterráneo, donde se encuentra con mayor abundancia en la cuenca Occidental, el mar de Liguria y el mar Tirreno. Durante el día se sumerge a profundidades de entre aproximadamente 375 y 1000 m (1200 y 3300 pies) y por la noche realiza una pequeña migración que alcanza los 45 y 150 m (100 y 500 pies) para alimentarse. El propósito de esta migración diaria quizá sea para alimentarse por la noche en aguas superficiales ricas en plancton y evite a los depredadores durante el día en las profundidades del océano.